# トカラ列島群発地震 (2025年)
トカラ列島群発地震（トカラれっとうぐんぱつじしん）は、鹿児島県鹿児島郡十島村（トカラ列島）の小宝島もしくは悪石島付近を震源として発生している群発地震である。

## 概要
トカラ列島近海では2025年6月21日より地震活動が活発化しており、 7月14日17時までに2,022回の有感地震が観測されている。7月2日15時26分に最大規模となるMj5.6（Mw5.7）の地震が発生したほか、7月3日16時13分には悪石島で最大震度である6弱を観測する地震が発生した。また、7月6日には震度5強を観測する地震が14時01分（M4.9、深さ21km）と14時07分（M5.5、深さ23km）に立て続けに発生した。気象庁は、トカラ列島近海で震度6弱を観測したのは現在と同程度の観測体制となった1994年（平成6年）10月以降で初めて、とした。また、鹿児島県内で震度6弱以上の揺れを観測したのは1997年（平成9年）5月の鹿児島県北西部地震以来となった。
トカラ列島近海における群発地震は、直近では2021年（令和3年）12月と2023年（令和5年）9月などにも発生しているが、有感地震の回数は2021年12月が346回、2023年9月が308回であり、今回の活動ではそれらを大きく上回っている。最大震度4以上の地震の回数についても、2021年12月は3回、2023年9月は2回であったのに対し、今回の活動では7月11日17時時点で49回発生している。
有感地震全体の回数は7月6日午後の時点で1日100回を超えている。

## 地震活動
海洋火山学者で熊本大学准教授の横瀬久芳は、海底の地形や地震分布などからトカラ列島の周辺には3本の活断層があるものと推測している。2021年と2023年の群発地震では、悪石島と小宝島の間にある2本の活断層の周辺で地震活動が活発になっていたが、今回は小宝島と宝島の間にある最も南側の活断層でも活動が活発になっているとみられるとした。また、トカラ列島はフィリピン海プレートがユーラシアプレートに沈み込む琉球海溝に沿うように位置していることから、フィリピン海プレートが沈み込む際、同プレート上に複数存在する海山や海台がユーラシアプレートを押し込み続け、活断層にひずみがたまって地震が起きているとの見解を示した。
東京大学地震研究所名誉教授の笠原順三は、過去のトカラ列島の群発地震ともともとの原因は同じである一方で、マグマが地下から浅いところに上がっており、震源の深さが20kmぐらいで安定していたものが30kmになり、その後ごく浅くなっていることを指摘した。このことから、海底火山の噴火にも注意する必要があるとの見解を示した。
京都大学防災研究所教授の西村卓也は、地下のマグマの動きが海底の断層を刺激しているが、本群発地震の規模からいうと、そこまで大きい地震とは言えない。ただ、地震が起こっている場所が「人が住んでいる島に近い」か「震源が浅い」ということで、非常に大きな震度が観測されている。本群発地震が影響して、周辺のさらに大きな断層を刺激して、大きな地震を引き起こしてしまうこと。能登半島は2024年元日の能登半島地震の前、2年以上にわたって群発地震がずっと続いた地域だった。「群発地震だから小規模の地震だけで終わる」とは思わないほうがといいという見解を示した。
京都大学火山防災センター教授の中道治久は、悪石島も毎回変色水などを見ているが、今回悪石島を1周してみると、海岸で崩れているところがあり、崩れた先に変色水が見られた。長く地震活動が続いているという意味では、本震・余震型の発生のメカニズムではなく、当然流体も絡んでいることは火山学者として同意する。群発地震の起き方の可能性としては、マグマが直接関与するもの、マグマから出てくる水が関与するもの、地殻内の水が注入して群発地震を起こすもの、何らかの流れるものがないと群発地震が起こらないのは事実。ただ、それがマグマかどうかは今後の研究が必要という見解を示した。
トカラ列島の過去の地震活動においては1週間～10日ほど続く期間はあったものの、本群発地震においては既に2週間を超えており、鹿児島大学南西島弧地震火山観測所の所長・中尾茂は、トカラ列島は両側で力が働く特殊な地形と説明し、この地形は沖縄から鹿児島県北部まで広がっており、こうしたプレートの動きが今回の群発地震に直結しているかどうかは断言できないという見解を示した。
政府の地震調査委員会は、最大震度6弱の地震が発生した7月4日の臨時会合後、委員長の平田直が周辺の過去の地震履歴から「（今後）3日や1週間で終わるということはない。いったん静かになっても活発化することがある」と長期化への懸念を示した。また、今回の群発地震に伴い、周辺の地殻が数cm動いたことを明らかにした。これは能登半島地震における地殻変動が数年で数mm、数cmであったことに対してきわめて大きいと示した。6月21日から7月2日に宝島の観測地点で東北東方向に1.8 cm移動後、2日以降は南方向へ4.2 cm移動した。
気象庁は7月5日午前に行われた記者会見で、これまでの同地域の群発地震と比べても地震の回数が多くなっているものの、要因はわからないと発表している。

## 主な地震の一覧
2025年7月11日22時までに発生したM5.0以上または最大震度5弱以上を観測した地震は次の通り。
| 発生年 | 発生日  | 発生時刻 | 震央           | 震源の深さ | 規模 | 最大震度 | 出典   | 備考           |
| ------ | ------- | -------- | -------------- | ---------- | ---- | -------- | ------ | -------------- |
| 2025年 | 6月22日 | 17時15分 | トカラ列島近海 | 24km       | M5.1 | 震度4    | [ 21 ] |                |
| 2025年 | 6月23日 | 23時36分 | トカラ列島近海 | 21km       | M5.0 | 震度4    | [ 22 ] |                |
| 2025年 | 6月24日 | 16時04分 | トカラ列島近海 | 18km       | M5.1 | 震度4    | [ 23 ] |                |
| 2025年 | 6月29日 | 10時15分 | トカラ列島近海 | 20km       | M5.4 | 震度4    | [ 24 ] |                |
| 2025年 | 6月29日 | 16時11分 | トカラ列島近海 | 17km       | M5.3 | 震度4    | [ 25 ] |                |
| 2025年 | 6月30日 | 18時33分 | トカラ列島近海 | 22km       | M5.3 | 震度5弱  | [ 26 ] |                |
| 2025年 | 7月02日 | 04時32分 | トカラ列島近海 | 16km       | M5.1 | 震度5弱  | [ 27 ] |                |
| 2025年 | 7月02日 | 14時53分 | トカラ列島近海 | 1km        | M5.3 | 震度4    | [ 28 ] |                |
| 2025年 | 7月02日 | 15時26分 | トカラ列島近海 | 1km        | M5.6 | 震度5弱  | [ 1 ]  | 最大規模の地震 |
| 2025年 | 7月02日 | 16時17分 | トカラ列島近海 | 4km        | M5.0 | 震度4    | [ 29 ] |                |
| 2025年 | 7月03日 | 16時13分 | トカラ列島近海 | 20km       | M5.5 | 震度6弱  | [ 30 ] | 最大震度の地震 |
| 2025年 | 7月05日 | 06時29分 | トカラ列島近海 | 19km       | M5.4 | 震度5強  | [ 31 ] |                |
| 2025年 | 7月06日 | 14時01分 | トカラ列島近海 | 21km       | M4.9 | 震度5強  | [ 32 ] |                |
| 2025年 | 7月06日 | 14時07分 | トカラ列島近海 | 23km       | M5.5 | 震度5強  | [ 33 ] |                |
| 2025年 | 7月07日 | 00時12分 | トカラ列島近海 | 22km       | M5.1 | 震度5弱  | [ 34 ] |                |

## 震度別地震回数
2025年6月21日8時から7月19日までに観測した有感地震の最大震度別地震回数は次の通り。
| 震度    | 6月  | 6月  | 6月  | 6月  | 6月  | 6月  | 6月  | 6月  | 6月  | 6月  | 7月 | 7月 | 7月 | 7月 | 7月 | 7月 | 7月 | 7月 | 7月 | 7月  | 7月  | 7月  | 7月  | 7月  | 7月  | 7月  | 7月  | 7月  | 7月  | 計   |
| 震度    | 21日 | 22日 | 23日 | 24日 | 25日 | 26日 | 27日 | 28日 | 29日 | 30日 | 1日 | 2日 | 3日 | 4日 | 5日 | 6日 | 7日 | 8日 | 9日 | 10日 | 11日 | 12日 | 13日 | 14日 | 15日 | 16日 | 17日 | 18日 | 19日 | 計   |
| ------- | ---- | ---- | ---- | ---- | ---- | ---- | ---- | ---- | ---- | ---- | --- | --- | --- | --- | --- | --- | --- | --- | --- | ---- | ---- | ---- | ---- | ---- | ---- | ---- | ---- | ---- | ---- | ---- |
| 震度6弱 | 0    | 0    | 0    | 0    | 0    | 0    | 0    | 0    | 0    | 0    | 0   | 0   | 1   | 0   | 0   | 0   | 0   | 0   | 0   | 0    | 0    | 0    | 0    | 0    | 0    | 0    | 0    | 0    | 0    | 1    |
| 震度5強 | 0    | 0    | 0    | 0    | 0    | 0    | 0    | 0    | 0    | 0    | 0   | 0   | 0   | 0   | 1   | 2   | 0   | 0   | 0   | 0    | 0    | 0    | 0    | 0    | 0    | 0    | 0    | 0    | 0    | 3    |
| 震度5弱 | 0    | 0    | 0    | 0    | 0    | 0    | 0    | 0    | 0    | 1    | 0   | 2   | 0   | 0   | 0   | 0   | 1   | 0   | 0   | 0    | 0    | 0    | 0    | 0    | 0    | 0    | 0    | 0    | 0    | 4    |
| 震度4   | 0    | 2    | 2    | 2    | 0    | 0    | 0    | 0    | 3    | 1    | 3   | 7   | 5   | 3   | 3   | 5   | 2   | 1   | 0   | 0    | 2    | 1    | 4    | 1    | 1    | 3    | 0    | 0    | 0    | 51   |
| 震度3   | 2    | 7    | 10   | 1    | 4    | 0    | 1    | 2    | 11   | 5    | 6   | 19  | 14  | 9   | 11  | 14  | 2   | 2   | 2   | 1    | 7    | 3    | 5    | 1    | 2    | 4    | 1    | 2    | 0    | 148  |
| 震度2   | 2    | 34   | 47   | 19   | 16   | 7    | 2    | 4    | 29   | 13   | 32  | 33  | 46  | 18  | 37  | 49  | 16  | 8   | 13  | 3    | 32   | 10   | 22   | 13   | 8    | 20   | 2    | 2    | 1    | 540  |
| 震度1   | 24   | 76   | 124  | 46   | 49   | 8    | 13   | 28   | 60   | 43   | 114 | 82  | 102 | 84  | 86  | 111 | 49  | 26  | 34  | 18   | 76   | 16   | 52   | 25   | 21   | 25   | 19   | 10   | 1    | 1430 |
| 計      | 28   | 119  | 183  | 68   | 69   | 15   | 16   | 34   | 103  | 63   | 155 | 143 | 168 | 114 | 138 | 181 | 70  | 37  | 49  | 22   | 117  | 30   | 83   | 40   | 32   | 52   | 22   | 14   | 2    | 2177 |

|  |  |  |

|  |  |  |  |

|  |  |  |  |

|  |  |  |  |

|  |  |  |

|  |  |

|  |  |  |

|  |  |  |

|  |  |  |  |

|  |  |  |  |  |

|  |  |  |  |

|  |  |  |  |  |

|  |  |  |  |  |

|  |  |  |  |

|  |  |  |  |  |

|  |  |  |  |  |

|  |  |  |  |  |

|  |  |  |  |

|  |  |  |

|  |  |  |

|  |  |  |  |

|  |  |  |  |

|  |  |  |  |

|  |  |  |  |

|  |  |  |  |

|  |  |  |  |

|  |  |  |

|  |  |  |

|  |  |

## 各地の震度
2025年7月11日22時までに発生した最大震度5弱以上を観測した地震における各地の震度は次の通り。
| 発生年 | 発生日   | 発生時刻 | 座標                                                          | 震度    | 観測地点 | 出典          |
| ------ | -------- | -------- | ------------------------------------------------------------- | ------- | --- | ------------- |
| 2025年 | 06月30日 | 18時33分 | 北緯29度19.6分 東経129度26.3分 / 北緯29.3267度 東経129.4383度 | 震度5弱 | 十島村悪石島 | [ 26 ] [ 35 ] |
| 2025年 | 06月30日 | 18時33分 | 北緯29度19.6分 東経129度26.3分 / 北緯29.3267度 東経129.4383度 | 震度3   | 奄美市笠利町里 | [ 26 ] [ 35 ] |
| 2025年 | 06月30日 | 18時33分 | 北緯29度19.6分 東経129度26.3分 / 北緯29.3267度 東経129.4383度 | 震度2   | 十島村諏訪之瀬島 十島村小宝島 喜界町滝川 | [ 26 ] [ 35 ] |
| 2025年 | 06月30日 | 18時33分 | 北緯29度19.6分 東経129度26.3分 / 北緯29.3267度 東経129.4383度 | 震度1   | 十島村中之島徳之尾 十島村平島 大和村思勝 瀬戸内町西古見 瀬戸内町請島 龍郷町屋入 龍郷町浦 喜界町湾 奄美市名瀬矢之脇町 | [ 26 ] [ 35 ] |
| 2025年 | 07月02日 | 04時32分 | 北緯29度20.1分 東経129度29.1分 / 北緯29.3350度 東経129.4850度 | 震度5弱 | 十島村悪石島 | [ 27 ]        |
| 2025年 | 07月02日 | 04時32分 | 北緯29度20.1分 東経129度29.1分 / 北緯29.3350度 東経129.4850度 | 震度3   | 十島村小宝島 奄美市笠利町里 | [ 27 ]        |
| 2025年 | 07月02日 | 04時32分 | 北緯29度20.1分 東経129度29.1分 / 北緯29.3350度 東経129.4850度 | 震度2   | 十島村諏訪之瀬島 瀬戸内町請島 喜界町滝川 奄美市名瀬矢之脇町 | [ 27 ]        |
| 2025年 | 07月02日 | 04時32分 | 北緯29度20.1分 東経129度29.1分 / 北緯29.3350度 東経129.4850度 | 震度1   | 十島村中之島徳之尾 十島村平島 大和村思勝 宇検村湯湾 瀬戸内町西古見 瀬戸内町加計呂麻島 瀬戸内町与路島 龍郷町屋入 龍郷町浦 奄美市住用町西仲間 奄美市名瀬幸町 天城町平土野                                                                              | [ 27 ]        |
| 2025年 | 07月02日 | 15時26分 | 北緯29度15.4分 東経129度3.1分 / 北緯29.2567度 東経129.0517度  | 震度5弱 | 十島村小宝島 | [ 1 ] [ 36 ]  |
| 2025年 | 07月02日 | 15時26分 | 北緯29度15.4分 東経129度3.1分 / 北緯29.2567度 東経129.0517度  | 震度3   | 十島村宝島 十島村悪石島 | [ 1 ] [ 36 ]  |
| 2025年 | 07月02日 | 15時26分 | 北緯29度15.4分 東経129度3.1分 / 北緯29.2567度 東経129.0517度  | 震度1   | 十島村中之島徳之尾 十島村諏訪之瀬島 瀬戸内町西古見 奄美市名瀬矢之脇町 奄美市笠利町里 | [ 1 ] [ 36 ]  |
| 2025年 | 07月03日 | 16時13分 | 北緯29度21.4分 東経129度31.3分 / 北緯29.3567度 東経129.5217度 | 震度6弱 | 十島村悪石島 | [ 30 ] [ 37 ] |
| 2025年 | 07月03日 | 16時13分 | 北緯29度21.4分 東経129度31.3分 / 北緯29.3567度 東経129.5217度 | 震度3   | 十島村小宝島 | [ 30 ] [ 37 ] |
| 2025年 | 07月03日 | 16時13分 | 北緯29度21.4分 東経129度31.3分 / 北緯29.3567度 東経129.5217度 | 震度2   | 十島村平島 十島村諏訪之瀬島 瀬戸内町請島 奄美市名瀬矢之脇町 奄美市笠利町里 | [ 30 ] [ 37 ] |
| 2025年 | 07月03日 | 16時13分 | 北緯29度21.4分 東経129度31.3分 / 北緯29.3567度 東経129.5217度 | 震度1   | 十島村中之島徳之尾 十島村宝島 大和村思勝 宇検村湯湾 瀬戸内町西古見 瀬戸内町古仁屋 瀬戸内町加計呂麻島 瀬戸内町与路島 龍郷町屋入 龍郷町浦 喜界町滝川 奄美市住用町西仲間 奄美市名瀬幸町 天城町平土野 伊仙町伊仙                                         | [ 30 ] [ 37 ] |
| 2025年 | 07月05日 | 06時29分 | 北緯29度20.1分 東経129度28.2分 / 北緯29.3350度 東経129.4700度 | 震度5強 | 十島村悪石島 | [ 31 ]        |
| 2025年 | 07月05日 | 06時29分 | 北緯29度20.1分 東経129度28.2分 / 北緯29.3350度 東経129.4700度 | 震度3   | 十島村小宝島 奄美市笠利町里 | [ 31 ]        |
| 2025年 | 07月05日 | 06時29分 | 北緯29度20.1分 東経129度28.2分 / 北緯29.3350度 東経129.4700度 | 震度2   | 十島村平島 十島村諏訪之瀬島 瀬戸内町請島 喜界町滝川 | [ 31 ]        |
| 2025年 | 07月05日 | 06時29分 | 北緯29度20.1分 東経129度28.2分 / 北緯29.3350度 東経129.4700度 | 震度1   | 十島村中之島徳之尾 十島村宝島 十島村口之島出張所 十島村中之島出張所 大和村思勝 宇検村湯湾 瀬戸内町西古見 瀬戸内町加計呂麻島 瀬戸内町与路島 龍郷町屋入 龍郷町浦 奄美市名瀬矢之脇町 奄美市住用町西仲間 奄美市名瀬幸町                                  | [ 31 ]        |
| 2025年 | 07月06日 | 14時01分 | 北緯29度20.9分 東経129度30.3分 / 北緯29.3483度 東経129.5050度 | 震度5強 | 十島村悪石島 | [ 32 ]        |
| 2025年 | 07月06日 | 14時01分 | 北緯29度20.9分 東経129度30.3分 / 北緯29.3483度 東経129.5050度 | 震度2   | 十島村平島 十島村諏訪之瀬島 十島村小宝島 | [ 32 ]        |
| 2025年 | 07月06日 | 14時01分 | 北緯29度20.9分 東経129度30.3分 / 北緯29.3483度 東経129.5050度 | 震度1   | 十島村中之島徳之尾 奄美市笠利町里 | [ 32 ]        |
| 2025年 | 07月06日 | 14時07分 | 北緯29度21.8分 東経129度30.7分 / 北緯29.3633度 東経129.5117度 | 震度5強 | 十島村悪石島 | [ 33 ] [ 6 ]  |
| 2025年 | 07月06日 | 14時07分 | 北緯29度21.8分 東経129度30.7分 / 北緯29.3633度 東経129.5117度 | 震度3   | 十島村諏訪之瀬島 十島村小宝島 | [ 33 ] [ 6 ]  |
| 2025年 | 07月06日 | 14時07分 | 北緯29度21.8分 東経129度30.7分 / 北緯29.3633度 東経129.5117度 | 震度2   | 十島村平島 喜界町滝川 奄美市笠利町里 | [ 33 ] [ 6 ]  |
| 2025年 | 07月06日 | 14時07分 | 北緯29度21.8分 東経129度30.7分 / 北緯29.3633度 東経129.5117度 | 震度1   | 十島村中之島徳之尾 十島村宝島 十島村中之島出張所 大和村思勝 宇検村湯湾 瀬戸内町西古見 瀬戸内町古仁屋 瀬戸内町請島 瀬戸内町加計呂麻島 瀬戸内町与路島 龍郷町屋入 龍郷町浦 奄美市名瀬矢之脇町 奄美市住用町西仲間 奄美市名瀬幸町 天城町平土野 伊仙町伊仙 | [ 33 ] [ 6 ]  |
| 2025年 | 07月07日 | 00時12分 | 北緯29度20.9分 東経129度28.5分 / 北緯29.3483度 東経129.4750度 | 震度5弱 | 十島村悪石島 | [ 34 ]        |
| 2025年 | 07月07日 | 00時12分 | 北緯29度20.9分 東経129度28.5分 / 北緯29.3483度 東経129.4750度 | 震度2   | 十島村諏訪之瀬島 十島村小宝島 奄美市笠利町里 | [ 34 ]        |
| 2025年 | 07月07日 | 00時12分 | 北緯29度20.9分 東経129度28.5分 / 北緯29.3483度 東経129.4750度 | 震度1   | 十島村中之島徳之尾 十島村平島 瀬戸内町西古見 瀬戸内町与路島 喜界町滝川 奄美市名瀬矢之脇町 | [ 34 ]        |

## 対応
気象庁は7月2日夕方に緊急の記者会見を開き、地震活動が活発な理由や今後の見通しは不明であるとした上で、当面の間は震度5強程度の揺れを伴う地震に注意するよう呼びかけ、最大震度6弱の地震を受けた7月5日の会見では当面の間は震度6弱程度の揺れを伴う地震に注意するよう呼びかけた。
十島村は、7月3日の地震により震度6弱の揺れを観測した悪石島について、全域の38世帯80人を対象に避難指示を発令したが、建物被害がなかったとして同日中に解除した。その後、4日に第1陣として島外避難を希望する悪石島の住民13人についてフェリーとしま2で鹿児島市への避難を実施し、6日には第2陣として悪石島の31人・小宝島の15人について同様の避難を実施した。
十島村教育委員会によれば、悪石島および小宝島から避難する小中学生についてはオンライン授業を行うとしている。なお、7月6日時点で悪石島唯一の義務教育学校である十島村立悪石島学園の児童・生徒は、全員が島外避難を実施した。
鹿児島県は、7月3日に十島村に対して災害救助法の適用を決定した。
7月9日、島外避難の第3陣として悪石島の住民ら5人が鹿児島市に到着した。13日、悪石島から1人が新たに島外に退避し、同島と小宝島からの避難者の数は計65人となった。
16日までに悪石島から52人、小宝島から15人のあわせて67人が避難していたが、同日夜、帰島を希望した悪石島の16人がフェリーで島に向かい、17日午前に到着した。
塩田康一鹿児島県知事は悪石島の住民を支援するために8月上旬に義援金を配分することを検討した。これらの義援金は島外避難を余儀なくされた住民らのため、鹿児島県などが義援金を募集していたものである。

## 俗説
過去に発生した2016年の熊本地震や2024年の能登半島地震において、その直前にトカラ列島近海で群発地震が観測されていたことから、SNS上では今回の地震活動も大地震の前兆であるとする言説が広まり、「トカラの法則」というワードを伴う投稿がみられた。ただし、熊本大学准教授の横瀬久芳は科学的根拠がないものとして「トカラの法則」を明確に否定しており、トカラ列島近海で頻発する地震の規模は比較的小さく、南海トラフ巨大地震などを誘発する可能性は考えにくいとしている。また、熊本地震や能登半島地震の直前にトカラ列島近海で地震が多発していた件については、偶然の可能性が高いものとしている。
また、「2025年7月5日に大災害が発生する」とする内容を含んだたつき諒の漫画作品「私が見た未来」について、作中の予言と本群発地震の関連を指摘する投稿がみられたことに関して、気象庁は記者会見で「巷で流れている情報はデマだ」と否定している。